# 羅珀 (北卡羅萊納州)
羅珀（英語：Roper）是一個位於美國北卡羅萊納州華盛頓縣的城鎮。

## 人口
根據2020年美國人口普查的數據，羅珀的面積為2.22平方千米，皆為陸地。當地共有人口485人，而人口密度為每平方千米218人。